# (29246) Clausius
(29246) Clausius (1992 RV) – planetoida z grupy pasa głównego asteroid okrążająca Słońce w ciągu 4,54 lat w średniej odległości 2,74 j.a. Odkryta 2 września 1992 roku.